# Людвік Гінтель
Людвік Гінтель (пол. Ludwik Gintel; нар. 26 серпня 1899, Краків, Австро-Угорщина — пом. 11 липня 1973, Тель-Авів, Ізраїль) — польський футболіст єврейського походження, виступав на позиції захисника та нападника. Гравець збірної Польщі, футбольний діяч.

## Життєпис
Людвік Гінтель народився 1899 року в Кракові в єврейській родині, на території тодішньої Австро-Угорщини. Футболом розочав займатися 1911 року в єврейькому клубі «Ютженка» (Краків). 1916 року 17-річний Людвік переїхав до «Краковії». У цій команді Гінтель виступав протягом усієї своєї кар'єри. У «Краковії» Людвік, який використовувався на позиції нападника, швидко став ключовим гравцем команди. У футболці «Краковії» 1921 року став чемпіоном Польщі. Увійшов в історію національної команди як автор першого автоголу (у травні 1922 року проти Угорщини на стадіоні «Краковія»). Це був перший матч польської збірної на міжнародному рівні. Поляки постуилися з рахунком 0:3.  
У 1924 році разом з національною збірною відправився на Олімпійські ігри в Парижі. Та команда, переважно, була укомплектована з гравців краківських клубів, які, в тому числі, представляли Генрік Рейман, Леон Сперлінг та Юзеф Адамек. У сезоні 1928 року став найкращим бомбардиром (28 голів) польського чемпіонату. Саме завдяки йому, термін «Священна війна» перейшло з дербі краківських єврейських клубів «Ютженки» та «Маккабі» на дербі між «Віслою» і «Краковією». Наприкінці кар'єри гравця виступав на позиції захисника. У 1930 році разом з «Краковією» вдруге став чемпіоном Польщі, після чого завершив кар'єру футболіста. У футболці клубу зіграв 328 матчів, також 12 разів представляв збірну Польщі на міжнародному рівні.
Після завершення кар'єри гравця працював архітектором, певний час був банківським клерком. Згодом емігрував до Палестини, помер у 1973 році в місті Тель-Авів.

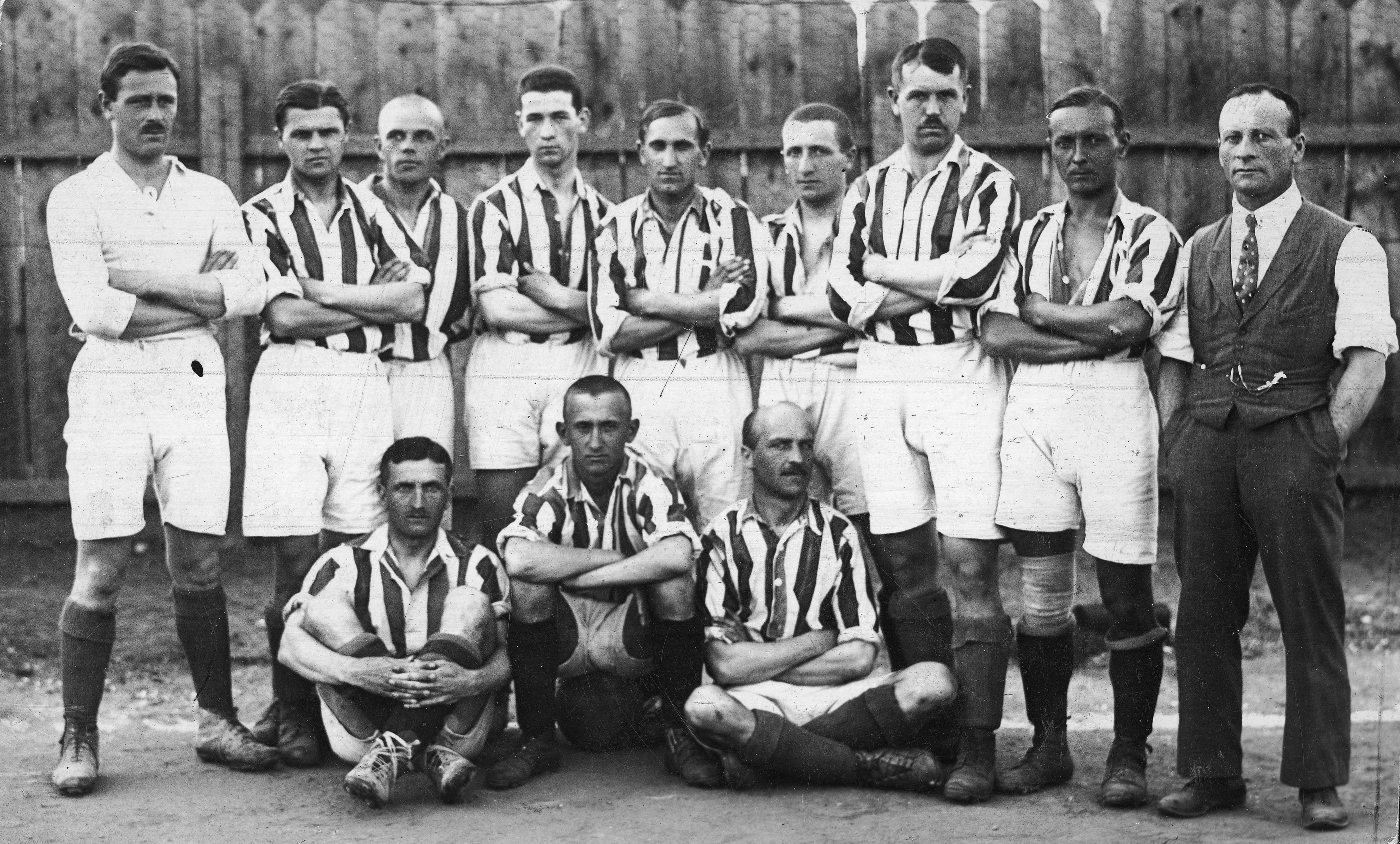
Гінтель (стоїть четвертий ліворуч) у футболці «Краковії», чемпіона Польщі 1921 року
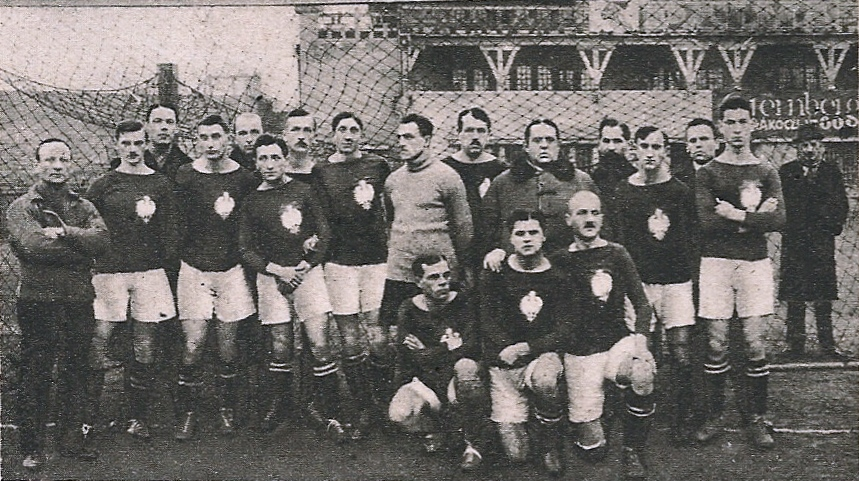
Гінтель (стоїть перший праворуч) напередодні першого матчу збірної Польщі, 1921 рік

## Досягнення

### Клубні
- Перша ліга Польщі
  -  Чемпіон (2): 1921, 1930

### Індивідуальні
- Найкращий бомбардир чемпіонату Польщі (1): 1928